# Cerioxynus oulophylliae
Cerioxynus oulophylliae is een eenoogkreeftjessoort uit de familie van de Anchimolgidae. De wetenschappelijke naam van de soort is voor het eerst geldig gepubliceerd in 1986 door Humes.